# Космос-2192
Космос-2192 је један од преко 2400 совјетских вјештачких сателита лансираних у оквиру програма Космос.
Космос-2192 је лансиран са космодрома Плесецк, Русија, 3. јуна 1992. Ракета-носач Космос је поставила сателит у орбиту око планете Земље. Маса сателита при лансирању је износила 45 килограма. Космос-2192 је био комуникациони сателит.